# Pertis Zsuzsa
Pertis Zsuzsa (Budapest, 1943. május 21. – Budapest, 2007. június 4.) magyar csembalóművész, zongoraművész, zenepedagógus.

## Életpályája
1961–1966 között a Zeneművészeti Főiskola hallgatója volt, ahol Kadosa Pál oktatta. 1965-től a Liszt Ferenc Kamarazenekar tagja volt. 1968–1969 között a Bécsi Zeneakadémián tanult; itt Isolde Ahlgrimm oktatta. 1968-tól koncertezett. 1969-től a Zeneművészeti Főiskola tanársegéde, adjunktusa és docense volt.
5 szólólemeze készült el.

## Családja
Szülei Pertis Pali (1906–1947) cigányprímás és Gosztonyi Jolán (1914–?) voltak. 1975-ben házasságot kötött Kelemen Pál (1945–2024) gordonkaművésszel. Egy fiuk született, Kelemen Barnabás (1978) hegedűművész. Testvére, Pertis Jenő (1939–2007) zeneszerző, zongoraművész volt.

## Díjai
- a brugge-i csembalóverseny második díja